# Йоханнес, Вильгельмус Закария
Вильгельмус Закария Йоханнес (индон. Wilhelmus Zakaria Johannes; 1895, остров Роти, Восточная Нуса-Тенгара, Голландская Ост-Индия — 4 сентября 1952, Гаага, Нидерланды) — индонезийский медик, врач-радиолог, профессором радиологии. Национальный герой Индонезии.

## Биография
Сын учителя. В течение 8 лет обучался в медицинском университете Индонезии. В 1941 году успешно защитил диссертацию на тему «Rontegen Diagnostiek der maliga langtumoren». Получил докторскую степень.
Первый индонезийский медик, который занимался радиологией в Батавии. Эксперт в области рентгеновских технологий. педагог. Работал деканом факультета Медицинского университета Индонезии, был заместителем председателя правления Университета Индонезии.
Сыграл важную роль в развитии индонезийской медицинской науки, за что получил звание Национального героя.
Имя В. З. Йоханнеса носит больница в Купанге (Восточная Нуса-Тенгара) и эсминец ВМФ Индонезии KRI Wilhelmus Zakaria Johannes (332).